# محمية سيلاكا الطبيعية
محمية سيلاكا الطبيعية هي محميةٌ تقع داخل مقاطعة كيب الشرقية في جنوب إفريقيا، بالقرب من بلدة بورت سانت جونز، وتُدار من قبل هيئة حدائق كيب الشرقية. تتميز المحمية بمساحتها الصغيرة التي تبلغ نحو 400 هكتار فقط، وتضم أراضي عشبية وغابات ساحلية. تقع على بُعد حوالي 7 كيلومترات جنوب بلدة بورت سانت جونز.

## وصلات خارجية
- حدائق كيب الشرقية